# اریکسون-ال‌جی
اریکسون-ال‌جی (انگلیسی: Ericsson-LG) شرکت تجهیزات مخابراتی سوئدی-کره‌ای است، که در سال ۲۰۰۵ توسط شرکت‌های اریکسون و ال‌جی الکترونیک تأسیس شد.